# Mykhaïlo Fomenko
Pour les articles homonymes, voir Fomenko.
Mykhaïlo Ivanovytch Fomenko (en ukrainien : Михайло Іванович Фоменко), né le 19 septembre 1948 à Mala Rybytsia, un village dans l'oblast de Soumy et mort le 29 avril 2024, est un footballeur international ukrainien qui occupe le poste de défenseur, notamment pour le Dynamo Kiev en club, et l'Union soviétique en sélection. 
Mykhaïlo Fomenko devient sélectionneur de l'équipe d'Ukraine de 2012 à 2016.

## Biographie

### Carrière de joueur
Fomenko reçoit 24 sélections en équipe d'Union soviétique entre 1972 et 1976.
Il joue son premier match en équipe nationale le 16 juillet 1972 en amical contre la Finlande (match nul 1-1). À quatre reprises, il est capitaine de la sélection soviétique.
Fomenko participe aux Jeux olympiques d'été de 1976 organisés à Montréal. Il joue cinq matchs lors du tournoi olympique, obtenant la médaille de bronze.
Avec les clubs du Zorya Louhansk et du Dynamo Kiev, il dispute 232 matchs en première division soviétique, inscrivant un but. Il joue également 21 matchs en Coupe d'Europe des clubs champions, prenant part notamment au match retour Saint Étienne-Kiev (3-0), du 17 mars 1976.
Avec le Dynamo Kiev, il remporte une Coupe des vainqueurs de coupe, une Supercoupe de l'UEFA, trois championnats d'URSS, et enfin deux Coupes d'URSS.

### Carrière d'entraîneur
Nommé sélectionneur de l'équipe d'Ukraine fin 2012, il dirige son premier match le 6 février 2013 contre la Norvège. Sous sa houlette, l'équipe d'Ukraine se qualifie pour l'Euro 2016 organisé en France.

## Palmarès

### Palmarès de joueur
Union soviétique
- Finaliste de l'Euro 1972.
- Médaille de bronze aux Jeux olympiques de 1976.

 Dynamo Kiev
- Vainqueur de la Coupe des vainqueurs de coupe en 1975.
- Vainqueur de la Supercoupe de l'UEFA en 1975.
- Champion d'Union soviétique en 1974, 1975 et 1977.
- Vainqueur de la Coupe d'Union soviétique en 1974 et 1978.

### Palmarès d'entraîneur
Dynamo Kiev
- Champion  d'Ukraine en 1993.
- Vainqueur de la Coupe d'Ukraine en 1993.

 CSKA Kiev
- Finaliste de la Coupe d'Ukraine en 2001.